# Супоничи
Су́поничи (бел. Супанічы) — деревня в составе Сухаревского сельсовета Могилёвского района Могилёвской области Республики Беларусь.

## Население
- 2010 год — 19 человек